# Museu d'Arqueologia de Catalunya
|  | Aquest article tracta sobre Museu d'Arqueologia de Catalunya. Vegeu-ne altres significats a «Museu d'Arqueologia de Catalunya (desambiguació)». |

El Museu d'Arqueologia de Catalunya (MAC) és un museu nacional que té com a objectiu la conservació, investigació i divulgació dels vestigis arqueològics a Catalunya, que il·lustrin els diferents períodes històrics compresos entre la prehistòria i l'època medieval. Va sorgir arran de la llei de museus de 1990 i és un museu en xarxa format per un conjunt de diferents seus i jaciments, repartits per tota la geografia catalana.

## Història
El Museu d'Arqueologia de Catalunya fou creat per la Generalitat Republicana i inicialment comprenia les ruïnes d'Empúries i la seu de Barcelona, que fou ubicada al Palau de les Arts Gràfiques de l'exposició del 1929. El primer director i impulsor fou Pere Bosch Gimpera, que hi reuní els fons arqueològics públics de la ciutat de Barcelona, així com diverses col·leccions privades. El primer pressupost del museu s'aprovà l'1 d'octubre de 1934, i s'inaugurà al cap d'un any, amb el president i el conseller Ventura Gassol, que l'havien impulsat, empresonats.
Durant la Guerra Civil, el museu desenvolupà una tasca molt important de salvaguarda del patrimoni arqueològic. El director i part de l'equip es van exiliar el 1939. El mateix dia de l'ocupació de Barcelona el museu fou ocupat per Martín Almagro, que finalment en seria nomenat director. El Museu fou rebatejat com "Museo Arqueológico Provincial de Barcelona" i passà a mans de la Diputació de Barcelona.
La Llei de Museus del 1991 ordenà el traspàs a la Generalitat dels museus dependents de les Diputacions de Barcelona i de Girona, per reconstituir el Museu d'Arqueologia de Catalunya. El procés de traspàs i d'integració fou difícil.
Des que depèn de la Generalitat, el període més ambiciós fou entre els anys 2003-2006, moment en què fou consellera Caterina Mieras. En aquell temps s'encarregaren diversos projectes de reforma arquitectònica de les seus, així com dels jaciments adscrits. El Pla de Museus de Catalunya preveu que les seves col·leccions s'integrin dins un nou gran Museu Nacional d'Història, Arqueologia i Etnologia.
Des del 2010 el museu encapçala l'Arqueoxarxa, la xarxa de museus i jaciments d'arqueologia de Catalunya. S'encarrega de la conservació, difusió i dinamització territorial d'aquest patrimoni, apropant al ciutadà als espais del territori que han marcat els inicis socials i culturals del país, des de la prehistòria fins a l'alta edat mitjana.
Amb la creació de l'Agència Catalana de Patrimoni Cultural dins la Llei òmnibus de 2011, el Museu d'Arqueologia de Catalunya va quedar sense personalitat jurídica ni autonomia econòmica, i se'n va segregar la gestió de museus i jaciments. Durant aquesta fase en la qual el MAC està adscrit a l'ACdPC el museu ha estat dirigit del 2008 al 2013 per Xavier Llobera i del 2013 al 2017 pel Josep Manuel Rueda Torres. De setembre de 2018 fins a maig de 2025 va ser dirigit per Jusèp Boya Busquet. I des de juliol de 2025 és dirigit per Mònica Borrell Giró.

## Seus

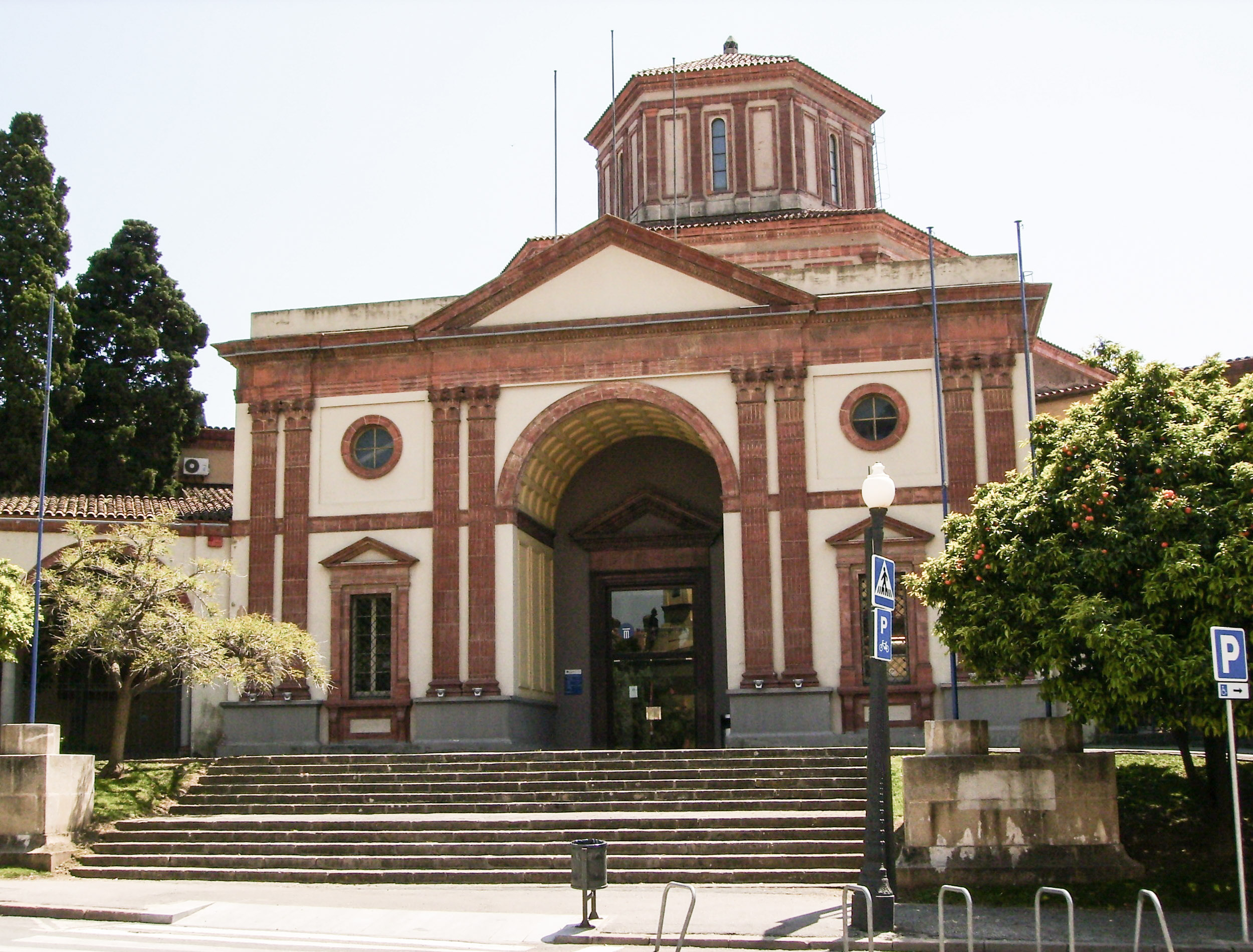
Seu a Barcelona

- Museu d'Arqueologia de Catalunya a Barcelona
- Museu d'Arqueologia de Catalunya a Girona
- Museu Monogràfic d'Empúries (Empúries)
- Conjunt històric d'Olèrdola[10]
- Ciutat ibèrica d'Ullastret
- Centre d'Arqueologia Subaquàtica de Catalunya (CASC)

## Jaciments
- Poblat ibèric d'Ullastret - Illa d'en Reixac
- Empúries
- Ciutat ibèrica del Molí d'Espígol, a Tornabous, identificada amb l'antiga Atanagrum.
- Poblat ibèric del Castellet de Banyoles, a Tivissa
- Poblat ibèric del Coll del Moro, a Gandesa.
- Poblat ibèric de la Punta del Castell, a Palamós.
- Les pintures rupestres de les Coves del Cogul, a El Cogul, van ser declarades patrimoni de la humanitat per la UNESCO.[11]

## Publicacions
1. Arqueopòdcast[12]